# Henrik Stjernspetz (politiker)
Peter Arvid Henrik Stjernspetz, född 21 juni 1834 i Flisby församling, Jönköpings län, död 22 december 1918 i Södertälje, var en svensk officer och riksdagsman.
Stjernspetz var major i Generalstaben. I riksdagen var han ledamot av första kammaren och senare av andra kammaren.